# ایستادن و آتش گرفتن
ایستادن و آتش گرفتن (انگلیسی: Halt and Catch Fire) در مهندسی کامپیوتر (در زبان اسمبلی مشهور به اچ‌سی‌اف) اصطلاحی عامیانه است که به دستورالعمل کد ماشین رایانه مربوط است و باعث می‌شود واحد پردازش مرکزی (سی‌پی‌یو) رایانه برای متوقف کردن عملکرد معنی‌دار راهی جز بازراه‌اندازی (ری‌بوت) نداشته باشد. این اصطلاح در اصل به دستورالعملی ساختگی در سیستم آی‌بی‌ام/۳۶۰ مربوط است. با این‌همه توسعه‌دهندگان کامپیوتر که بعدها این شوخی را دیدند، نسخه‌ای واقعی از این دستورالعمل را برای برخی ماشین‌ها به‌کار گرفتند. در این دستورالعمل واقعی مفهوم این عبارت این است که در حالی که در اغلب موارد که یک سی‌پی‌یو یک دستورالعمل ناخواسته را اجرا می‌کند (مثلاً هنگام وجود یک اشکال در کد)، ممکن است کامپیوتر هنوز قادر به بازیابی باشد، اما در مورد دستور اچ‌سی‌اف بر اساس تعریف، هیچ راهی برای بهبود سیستم بدون راه‌اندازی مجدد وجود ندارد. عبارت «آتش گرفتن» در اینجا فریبنده است و نه واقعی و اشاره به از دست رفتن عملکرد سی‌پی‌یو در نشست فعلی است. این ایده که تراشه پردازنده به سرعت برخی مدارها را چنان تغییر بدهد که باعث شود تراشه‌ها بیش از حد گرم شوند و بسوزند، تخیلی است.